# 2008年巴拉克·奧巴馬競選美國總統
巴拉克·奧巴馬原是美國伊利諾州資深參議員，在2007年2月10日於伊利諾州首府春田市的舊州議會大廈遺址宣佈他申請成為第44任美國總統的候選人，尋求民主黨提名他參選2008年美國總統選舉。他的競選運動在首次投票就報捷──2008年1月3日舉辦的愛荷華州民主黨黨團會議初選由他獲勝。不過他在2008年1月8日於新罕布什爾州個人投票初選則屈居第二。此次民主党总统初选异常激烈，很长一段时间内奥巴马与希拉里·克林顿二人僵持不下。直到2008年6月才决出胜负。6月3日，奥巴马宣布已在初选中击败希拉里；6月7日，希拉里宣布退出初选，呼吁选民支持奥巴马成为美国总统。

## 宣告參選以前
奧巴馬在2004年的民主黨全國大會發表的演說暗示他將會參加將來的美國總統競選。他在
2004年美國伊利諾州參議院選舉中獲勝後，他對參選美國總統競舉的欲望更強。不過那時他卻告訴記者：「I can unequivocally say I will not be running for national office in four years.」（我可以絕不含糊的說我不會在4年內參選總統）。
不過在2006年10月於電視節目《Meet the Press》的訪問，奧巴馬改口指他有機會參選美國總統。伊利諾州的參議員理察德·杜賓和伊利諾州審計員丹尼爾·海恩斯早已表示提倡奧巴馬參選第44任美國總統。

## 宣告成為候選人

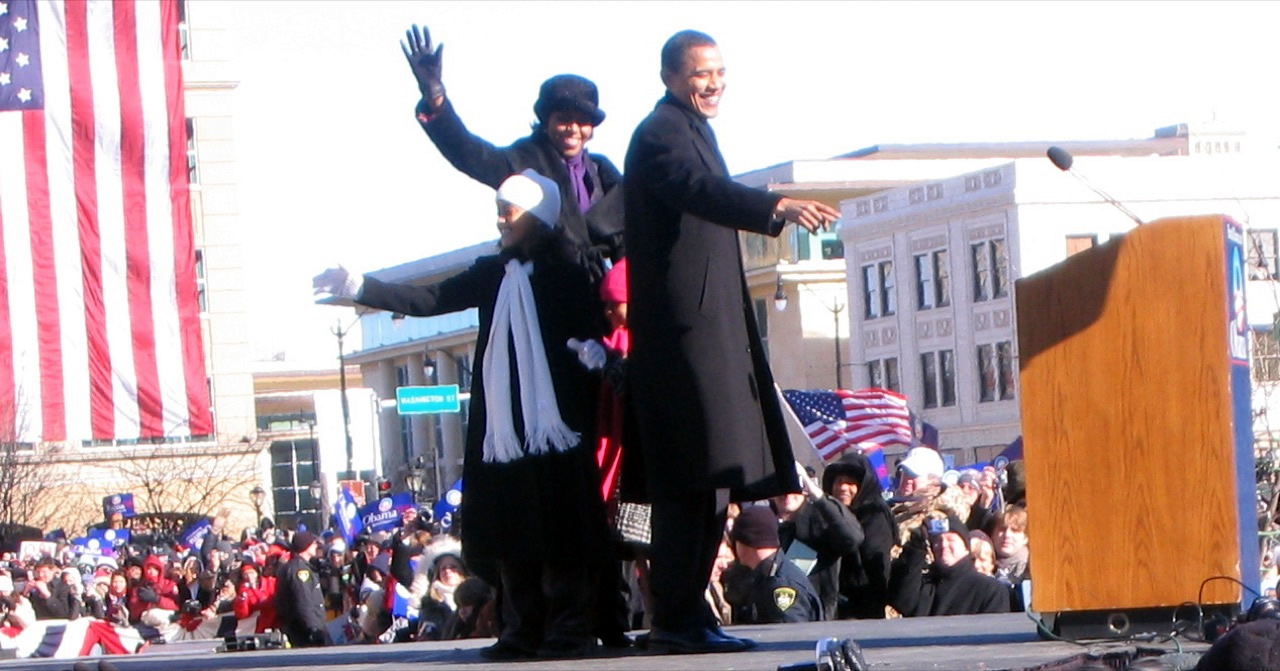

在2007年1月16日，奧巴馬在其個人網站發表影片，表示他早己成立一個「總統勘探委員會」。在同年2月10日，他正式宣佈他申請成為第44任美國總統候選人。

## 競選活動的發展
2007年3月，奧巴馬在「Yahoo! Answers」（Yahoo! 知識+的美國版）發表題為《How can we engage more people in the democratic process?》（如何吸引更多人參與民主運動？）的問題，回覆量超越17,000個。

## 初選勝出州份（黨團會議／個人投票）

### 南卡羅萊納州
2008年1月26日，民主黨南卡羅來納州初選中，奧巴馬以得到約55%的選票獲勝。而對手希拉里則獲得27%的選票，落後於奧巴馬。愛德華茲取得了18%的選票，得票排名第三。分析顯示，南卡羅萊納州的黑人選民佔選民總數的一半，從得票比例來看，奧巴馬獲勝主因是贏得了南卡羅萊納州主要人口，黑人選民的支持。

### 超級星期二
2008年2月5日，超級星期二中，奧巴馬勝出的州份包括阿拉巴馬州、科羅拉多州、康涅狄克州、特拉華州、喬治亞州、印第安納州、伊利諾伊州、堪薩斯州、明尼蘇達州和北達科他州。

### 路易斯安納州初選、內布拉斯加州、華盛頓州、美屬維京群島黨團會議
2008年2月9日，路易斯安納州初選、內布拉斯加州、華盛頓州、美屬維京群島黨團會議中，四個州份均由奧巴馬勝出。BBC記者庫馬拉沙米認為，奧巴馬這次輕易獲勝對大局左右不大，但還是能讓他重建聲勢。

### 維吉尼亞州、馬里蘭州、華盛頓特區
2008年2月12日，維吉尼亞州、馬里蘭州、華盛頓特區初選中，奧巴馬均於這三州內勝出。根據初步統計結果，奧巴馬在弗吉尼亞州贏得64%的選票，而對手希拉里則只得到36%的選票。分析顯示，奧巴馬在弗吉尼亞州贏得三分之二男性選民以及近60%女性選民的支持。在馬里蘭州，奧巴馬贏得60%的選票。希拉里的得票率只有37%。在華盛頓特區方面，優勢更為明顯，奧巴馬贏得75%的選票，而希拉里的支持率只有24%。

### 佛蒙特州
2008年3月4日民主黨初選中，奧巴馬贏出佛蒙特州，而他的對手希拉里則在德克薩斯州、俄亥俄州、羅德島州初選勝出。

### 懷俄明州
2008年3月9日奧巴馬在懷俄明州民主黨預選中戰勝希拉里。 據統計，奧巴馬的支持率為61%，而希拉里的支持率只有38%。懷俄明州總統預選只產生12名參加民主黨全國代表大會的代表，對選舉局面沒有起任何關鍵作用。奧巴馬拿下懷俄明7個席位，而希拉里只獲得了5席。

### 密西西比州
2008年3月11日奧巴馬贏得密西西比州总统预选。 分析顯示，密西西比州黑人人口占全州人口的37%，是美国黑人人口最多的州。根据福斯电视网的出口民调，11日到场投票的选民中，一半是黑人，其中91%黑人表示把票投给了奥巴马。

### 關島
2008年5月3日，美国海外领地關島初選中，奥巴马勝出，仅以7票优势险胜对手希拉里。根据计票结果，奥巴马和希拉里分别获得2264张和2257张选票。 目前，奥巴马和希拉里获得的全国代表大会代表席位数分别为1734席和1597席。

### 北卡罗来纳州
2008年5月6日，北卡罗来纳州、印第安納州初選中，奥巴马在北卡罗来纳州初选中获胜，而對手希拉里则赢得了印第安纳州初选。北卡罗来纳州62%的计票结果显示，奥巴马以56%的得票率领先希拉里14个百分点。 奥巴马现在已取得1840.5张党代表票，领先希拉里的1684张，距离要出线的2025张还差184.5张。

### 俄勒岡州
2008年5月20日，肯塔基州、俄勒岡州初選中，奥巴马在俄勒岡州中勝出。点算85％的选票后，奥巴马得票率为58％，希拉里得票率为42％。奥巴马现时得到1956張党代表票，包括“超级代表”票，而希拉里获得1776票。奥巴马距离提名门槛2025票还差69票。

### 獲得足夠提名
2008年6月3日，奥巴马在明尼苏达州圣保罗举行的集会上宣布自己稳获民主党总统候选人提名资格。根据美国媒体计算，截至當日晚，奥巴马已经获得了2129个代表席位，战胜前第一夫人、纽约州参议员希拉里。 在50个州预选中、共经历26场辩论并耗费4.35亿美元之后，美国民主党两位主要总统竞选人终于分出胜负。

## 副總統參選人
2008年8月23日，奧巴馬宣布由65歲的德拉瓦州資深參議員喬·拜登成為民主黨的副總統候選人。奧巴馬競選網站的聲明說：“拜登帶來了大量的外交政策經驗，讓人欽佩的跨黨派陣營合作記錄，還有直接的辦事模式。”有分折認為拜登的外交經驗有助奧巴馬執政，但選擇政壇老手為競選伙伴，將削弱奧巴馬強調變革的正當性。

### 反應
美国国务卿赖斯讚揚拜登是一位杰出政治家，以参議院外交委员会主席及资深参议员的身份，对国务院外交工作的支持不遗余力，是一个真正的爱国者。

## 接受民主党总统候选人提名
2008年8月28日，奥巴马在丹佛Invesco露天足球场接受民主党总统候选人提名，成為美国两党历史上第一位黑人总统候选人。而这一天亦是馬丁·路德·金恩在华盛顿林肯纪念堂前演讲“我有一个梦”的四十五周年纪念日。奥巴马还在演讲中勾画了他的执政蓝图。直言当选美国总统後，会对低收入家庭实行减税政策，在十年内让美国摆脱对石油进口的依赖，毫不犹豫地维护国家安全，会负责任地立即结束在伊拉克的军事行动，会对通过强硬、直接的外交防止伊朗获取核武器，與其他国家建立合作关系、共同应对诸如恐怖主义、核武器扩散、贫困、气候变化和疾病等二十一世纪的挑战。

## 抨擊奧巴馬的書籍
科西(Jerome Corsi)在最新出版的新书中《奥巴马国》(The Obama Nation)，大揭奥巴马疮疤，指他暗地里是一个穆斯林、黑人好战分子、而且曾经吸食可卡因。奥巴马的竞选阵营逐点作出反驳，指责科西无的放矢，大话连篇，目的只是要中伤奥巴马。

## 趣聞
由於奧巴馬曝光過度，選民似乎已開始對他生厭，並出現“奧巴馬疲勞症”的跡象。較早前奧巴馬訪問中東及歐洲，成功掀起一陣旋風，但熱潮過後，美國選民由於聽得太多有關奧巴馬的新聞，開始感到有點疲勞轟炸。

## 籌款
截至2008年3月底，奥巴马阵营的户口内有5100万美元，其中只有900万美元留待11月大选之用。 截至2008年7月，奥巴马已筹得5100万美元竞选经费。奥巴马阵营指出，上月有逾65000人新的捐款人捐款给奥巴马，令阵营的捐款人人数达到逾200万，而阵营现有的经费有6580万美元

## 互聯網的影響
奧巴馬在社交網站Facebook和Twitter開了一個帳戶，版面很受歡迎。

## 外部連結
- 新华网－美国大选 （页面存档备份，存于）
- BBC中文網專題：2008年美國總統選舉 （页面存档备份，存于）